# Ilaitia Tuilau
Ilaitia Tuilau (ur. 8 maja 1987) – fidżyjski piłkarz występujący na pozycji obrońcy. W 2012 roku wziął udział w Pucharze Narodów Oceanii.